# Димитър Биков
Димитър Георгиев Биков е български просветен деец и революционер, деец на Вътрешната македонска революционна организация.

## Биография
Биков е роден в 1869 година в село Негован, Лъгадинско, тогава в Османската империя. През 1889 година завършва първия випуск на педагогическото отделение на Солунската мъжка гимназия. Отдава се на учителската професия и дълги години е учител в родното си село. През учебните 1893 – 1894 и 1912 – 1913 година учителства в село Зарово, Лъгадинско. За своя учител Давид Проев пише следното:
| „ | Мой учител, виждам го като сега, мълчалив и затворен в себе си, човек с несъмнена за времето си интелигентност. Човек с безпределна скромност и патриотизъм, неуморим труженик на една епоха на културен възход. Той отдаде половината от живота си за културното издигане на своето родно село. Беше светъл човек, чиято усмивка не слизаше от устата му. Той бе за нас като Вазов за българския народ. | “ |

След Междусъюзническата война от 1913 година се установява в град Петрич. В края на 1919 година се нарежда сред основателите на Петричкото македонско благотворително братство „Христо Матов“. Към 1926 и 1931 година е член на настоятелството му. През юли 1924 година е делегат на Струмишкия окръжен конгрес на ВМРО от Петричка околия. Избран е за председател на конгреса.